# 瓦莱尔 (卢瓦-谢尔省)
瓦莱尔（法語：Valaire，法語發音：[valɛʁ]）是法国卢瓦-谢尔省的一个市镇，属于布卢瓦区。

## 地理
瓦莱尔（47°28'11"N, 1°16'6"E）面积6.68 平方千米，位于法国中央-卢瓦尔河谷大区卢瓦-谢尔省，该省份为法国中北部省份，北起厄尔-卢瓦省，东北接卢瓦雷省，东南接谢尔省，南至安德尔省，西南接安德尔-卢瓦尔省，西北接萨尔特省。
与瓦莱尔接壤的市镇（或旧市镇、城区）包括：伯夫龙河畔康代、卢瓦尔河畔肖蒙、比耶夫尔河畔蒙图、莱蒙蒂勒。

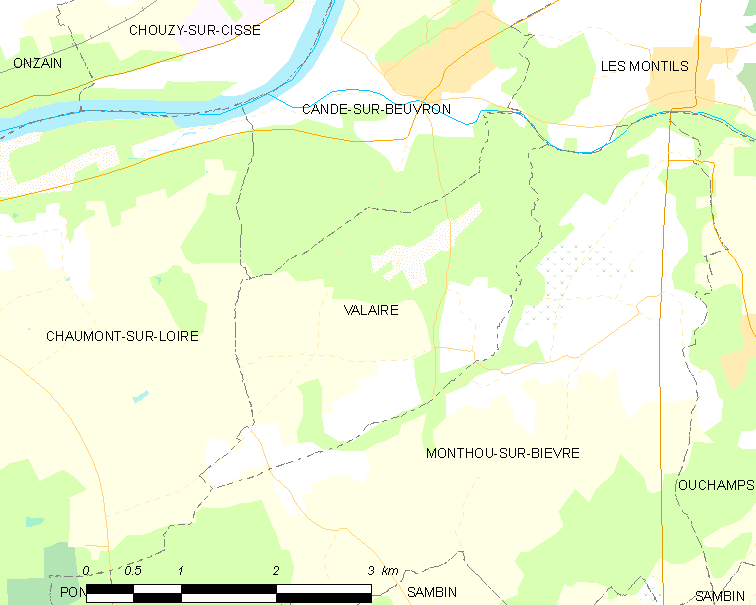
的OSM定位图

瓦莱尔的时区为UTC+01:00、UTC+02:00（夏令时）。

## 行政
瓦莱尔的邮政编码为41120，INSEE市镇编码为41266。

## 政治
瓦莱尔所属的省级选区为布卢瓦第三县。

## 人口

1962-2008年间人口变化图示

瓦莱尔于2022年1月1日时的人口数量为84人。